# Franco marocchino
Il franco marocchino (arabo: فرنك) è stata la valuta del Marocco francese dal 1921 al 1959 e continuò poi a circolare fino al 1974. Era diviso in 100 centesimi (arabo: سنتيم).

## Storia
Prima della prima guerra mondiale, il rial marocchino valeva 5 franchi francesi. Tuttavia, dopo la guerra il valore del franco è diminuito, tanto che quando il franco ha sostituito il rial, era a un tasso di 10 franchi = 1 rial. Il franco marocchino era di valore uguale al franco francese. Quando il Marocco spagnolo fu unito al resto del Marocco, il franco sostituì la peseta spagnola al tasso di 1 peseta = 10 franchi.
Il dirham fu reintrodotto nel 1960. Sostituiva il franco come unità valutaria principale ma fino al 1974 il franco continuò a circolare ed un 1 dirham valeva 100 franchi. Nel 1974 il santim sostituì il franco.

## Monete
Nel 1921 furono introdotte monete sotto il regno di Yusuf, in tagli da 25 e 50 centesimi e da 1 franco. Il 25 centesimi è una moneta forata in cupronichel.

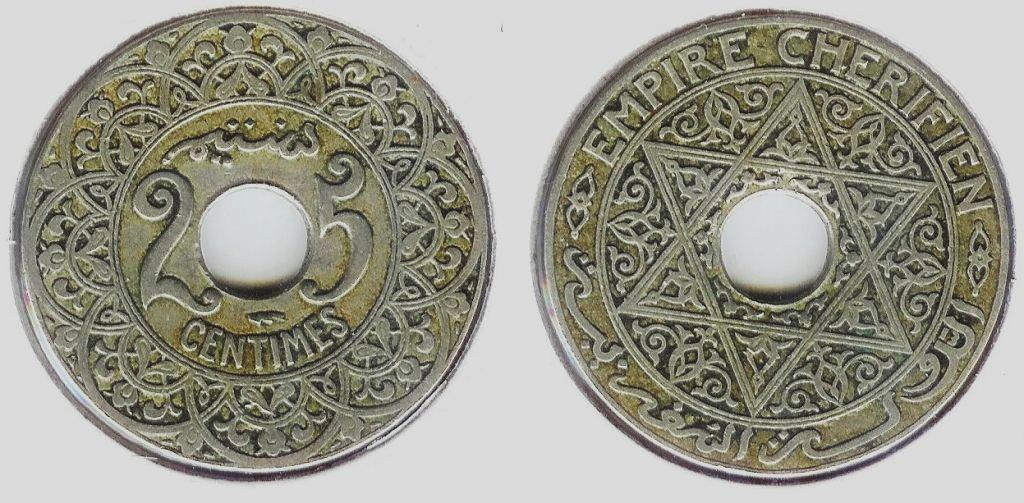
25 centesimi in cupronichel del 1924

Nel 1928, sotto il regno di Muhammad V, furono introdotte monete d'argento da 5, 10 e 20 franchi. Queste monete, e tutte le monete successive, furono coniate a Parigi. Tra il 1945 e il 1947 furono emesse monete in alluminio-bronzo da 50 centesimi, 1, 2 e 5 franchi e in cupronichel da 10 e 20 franchi. Un'altra nuova monetazione seguì tra il 1951 e il 1953 in tagli da 1, 2 e 5 franchi in alluminio, 10, 20 e 50 franchi in alluminio-bronzo e in argento 100 e 200 franchi. Le monete d'argento da 500 franchi furono emesse nel 1956. Le monete da 1, 2, 5, 10, 20 e 50 franchi del 1951 e del 1952 furono coniate senza cambio di data fino al 1974, quando furono sostituite dalle santim.
Tutte le monete sono facilmente identificabili come monete del periodo Marocco francese per la presenza della leggenda "Empire Cherifien" o della leggenda "Maroc". Tutte le monete avranno l'una o l'altra legenda, e spesso entrambe. Tutte le monete avranno anche un pentagramma o un esagramma del Sigillo di Salomone in primo piano.

## Banconote
Le prime banconote marocchine denominate in franchi furono emesse tra il 1910 e il 1917 e furono anche denominate in rial. I tagli erano per 20 franchi (4 rial) e 100 franchi (20 rial). Sebbene il franco abbia sostituito il rial solo nel 1921, le banconote furono emesse in franchi dal 1919. Quell'anno furono fatte emissioni di emergenza in tagli da 25 e 50 centesimi, 1 e 2 franchi.
Tra il 1919 e il 1923 furono introdotte emissioni regolari della Banca di Stato del Marocco in tagli da 5, 10, 20, 50, 100, 500 e 1000 franchi. Nel 1938 apparvero banconote da 5000 franchi. Ulteriori emissioni di emergenza furono fatte nel 1944 per 50 centesimi, 1 e 2 franchi. Dopo la seconda guerra mondiale, tra il 1949 e il 1953 fu introdotta un'ultima emissione della Banca di Stato in tagli da 50, 100, 500, 1000, 5000 e 10.000 franchi.

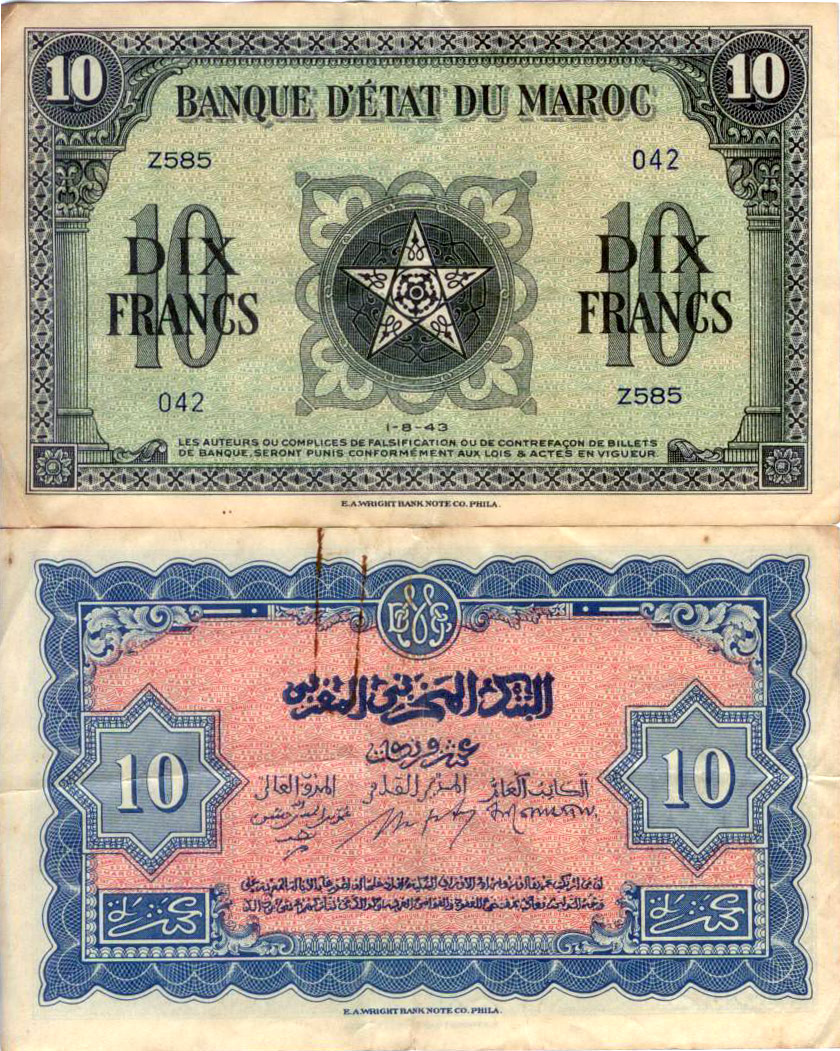
Una banconota marocchina da 10 franchi del 1943.